# Deportivo Capiatá
A Club Deportivo Capiatá egy paraguayi labdarúgóklub, melynek székhelye Capiatában található. A klubot 2008-ban alapították. Jelenleg az első osztályban szerepel.
Hazai mérkőzéseit az Estadio Deportivo Capiatában játssza, amely létesítmény 10 000 fő befogadására alkalmas. A klub hivatalos színei: sárga-kék.